# Paratherina wolterecki
Paratherina wolterecki là một loài cá thuộc họ Atherinidae. Nó là loài đặc hữu của Indonesia.